# Swift Trail Junction
Swift Trail Junction es un lugar designado por el censo ubicado en el condado de Graham en el estado estadounidense de Arizona. En el Censo de 2010 tenía una población de 2935 habitantes y una densidad poblacional de 306,19 personas por km².

## Geografía
Swift Trail Junction se encuentra ubicado en las coordenadas 32°43′38″N 109°43′5″O / 32.72722, -109.71806. Según la Oficina del Censo de los Estados Unidos, Swift Trail Junction tiene una superficie total de 9.59 km², de la cual 9.5 km² corresponden a tierra firme y (0.89%) 0.09 km² es agua.

## Demografía
Según el censo de 2010, había 2.935 personas residiendo en Swift Trail Junction. La densidad de población era de 306,19 hab./km². De los 2.935 habitantes, Swift Trail Junction estaba compuesto por el 70.19% blancos, el 5.62% eran afroamericanos, el 5.04% eran amerindios, el 1.29% eran asiáticos, el 0.72% eran isleños del Pacífico, el 12.13% eran de otras razas y el 5.01% pertenecían a dos o más razas. Del total de la población el 39.66% eran hispanos o latinos de cualquier raza.